# Paul Robert (homme politique, 1911-1999)
Pour les articles homonymes, voir Paul Robert et Robert.
Paul Robert, né le 3 janvier 1911 à Beaufremont dans les Vosges et mort le 28 décembre 1999 à Rougemont-le-Château (Territoire de Belfort), est un homme politique français.

## Biographie
Médecin de profession, Paul Robert est élu conseiller général du canton de Rougemont-le-Château de 1945 à 1973 et maire de Rougemont-le-Château de 1947 à 1971. Il préside le conseil général du Territoire-de-Belfort de 1955 à 1958 et appartient sous la IVe République au MRP. Il se rallie au gaullisme après 1958. Député suppléant, il remplace Jean-Marie Bailly comme député apparenté UDR lorsque celui-ci devient secrétaire d’État au Commerce dans le gouvernement Chaban-Delmas.

## Détail des fonctions et des mandats
Mandat parlementaire
- 23 juillet 1969 - 1er avril 1973 : Député de la 2e circonscription du Territoire de Belfort